# Баклан баунтійський
Баклан баунтійський (Leucocarbo ranfurlyi) — вид сулоподібних птахів родини бакланових (Phalacrocoracidae).

## Поширення
Ендемік островів Баунті, що розташовані за 670 км на південний схід від Нової Зеландії. Гніздиться на скелястих берегах острова. За оцінками, чисельність виду становить в середньому 1400 птахів.

## Опис
Птах завдовжки 71 см і вагою 2,3–2,9 кг. Голова, шия, спина, крила та хвіст чорні з синім відблиском. На крилах є білі плями. Нижня частина тіла біла. Карункули відсутні.

## Спосіб життя
Живиться дрібною рибою і морськими безхребетними. За здобиччю пірнає на глибину до 30 м. Створює моногамні пари на сезон. Яйця відкладає у жовтні-листопаді. Гніздиться на землі на виступах і вершинах крутих скель у колоніях від 10 до сотні птахів. Гнізда будує з болота, водоростів і трави. Відкладає 2—4 яйця. Обоє батьки насиджують яйця.